# شيكل إسرائيلي جديد
الشيكل الجديد أو الشيكل الإسرائيلي (بالعبرية: שֶׁקֶל חָדָשׁ ، أو שקל ישראלי) هو العملة الرسمية في إسرائيل. بدأ التداول به لأول مرة في 4 سبتمبر 1985 كجزء من خطة الاستقرار الاقتصادي لعام 1985، لكن بدأ به رسميًا في 1 يناير 1986. الشيكل الجديد هو تبديل للعملة السابقة الشيكل، بقيمة تساوي (1,000 شيكل = 1 شيكل جديد). ينقسم الشيكل الجديد إلى 100 أغورة.
تختصر كتابة الشيكل الجديد بالعبرية ש"ח وبالعربية ش.ج ويشار إليه بالرمز ₪. ووفقًا للمعيار الدولي الأيزو 4217 يشار إلى الشيكل الجديد ILS (Israeli Shekel)، على الرغم من أن في كثير من الحالات يشار إليه بالأحرف الأولى من إسمه بالإنجليزية NIS (New Israeli Shekel).

## الفئات النقدية
يصدر بنك إسرائيل قطع نقود بقيمة 10 أغورات (0.1 ش.ج.)، نصف ش.ج، شيكل واحد، شيكلان، 5 شواكل و10 شواكل، وأوراق مالية بقيمة 20 شيكلًا، 50 شيكلًا، 100 شيكل و200 شيكل. في الماضي صدر بنك إسرائيل قطع نقدية بقيمة أغورة واحدة و5 أغورات، ولكنها ألغيت.

### القطع المعدنية
| الفئة        | المواصفات          | المواصفات | المواصفات   | المواصفات                              | الوصف  | الوصف       | الوصف | الوصف                                                                           | التاريخ        | التاريخ          |
| الفئة        | القطر              | السُمك     | الوزن       | التركيبة                               | الصورة | الإطار      | وجه العملة | الجانب الآخر                                                                    | الإصدار        | الإلغاء          |
| ------------ | ------------------ | --------- | ----------- | -------------------------------------- | ------ | ----------- | --- | ------------------------------------------------------------------------------- | -------------- | ---------------- |
| 1 أغورة      | 17مم               |           | 2غم         | 92% نحاس 6% ألومنيوم 2% نيكل           |        | أملس        | سفينة قديمة، شعار الدولة، وكلمة "إسرائيل" بالعبرية، وبالإنجليزية، وبالعربية. | القيمة، سنة الإصدار بالعبرية.                                                   | 4 ديسمبر، 1985 | 1 أبريل، 1991    |
| 5 أغورات     | 19.5مم             | 1.3مم     | 3غم         | 92% نحاس 6% ألومنيوم 2% نيكل           |        | أملس        | نسخة طبق الأصل عن العملة من السنة الرابعة للثورة اليهودية الكبرى نقش عليها بالعبرية القديمة "السنة الرابعة" وأسفلها ثمرتي ترنج، شعار الدولة، وكلمة "إسرائيل" بالعبرية، وبالإنجليزية، وبالعربية. | القيمة، سنة الإصدار بالعبرية.                                                   | 4 ديسمبر، 1985 | 1 يناير، 2008    |
| 10 أغورات    | 22مم               | 1.5مم     | 4غم         | 92% نحاس 6% ألومنيوم 2% نيكل           |        | أملس        | الشمعدان، شعار الدولة، وإسرائيل الكبرى، وكلمة "إسرائيل" بالعبرية، وبالإنجليزية، وبالعربية. | القيمة، سنة الإصدار بالعبرية.                                                   | 4 ديسمبر، 1985 | متداولة حتى الآن |
| ½ شيكل جديد  | 26مم               | 1.6مم     | 6.5غم       | 92% نحاس 6% ألومنيوم 2% نيكل           |        | أملس        | قيثار، وشعار الدولة. | القيمة، سنة الإصدار بالعبرية، كلمة "إسرائيل" بالعبرية، وبالإنجليزية، وبالعربية. | 4 ديسمبر، 1985 | متداولة حتى الآن |
| 1 شيكل جديد  | 18مم               | 2.05مم    | 4غم / 3.5غم | 75% نحاس 25% نيكل / فولاذ مطلي بالنيكل |        | أملس        | الزنبق، وكلمة "يهودا" مكتوبة بالعبرية القديمة، وشعار الدولة. | القيمة، سنة الإصدار بالعبرية، كلمة "إسرائيل" بالعبرية، وبالإنجليزية، وبالعربية. | 4 ديسمبر، 1985 | متداولة حتى الآن |
| 2 شيكل جديد  | 21.6مم             | 2.3مم     | 5.7غم       | فولاذ مطلي بالنيكل                     |        | مُقصب / أملس | إثنين من قرن الوفرة، وشعار الدولة. | القيمة، سنة الإصدار بالعبرية، كلمة "إسرائيل" بالعبرية، وبالإنجليزية، وبالعربية. | 9 ديسمبر، 2007 | متداولة حتى الآن |
| 5 شيكل جديد  | 24مم               | 2.4مم     | 8.2غم       | 75% نحاس 25% نيكل                      |        | 12 ضلع      | تاج عمود، وشعار الدولة. | القيمة، سنة الإصدار بالعبرية، كلمة "إسرائيل" بالعبرية، وبالإنجليزية، وبالعربية. | 2 يناير، 1990  | متداولة حتى الآن |
| 10 شيكل جديد | 23مم الداخلي: 16مم | 2.2مم     | 7غم         | الإطار: نيكل المركز: برونز مُذهب        |        | مُقصب        | شجرة نخيل مع سبعة أوراق وسلتين، شعار الدولة، وعبارة "الخلاص من صهيون" بالحروف العبرية الحديثة والقديمة.                                                                                         | القيمة، سنة الإصدار بالعبرية، كلمة "إسرائيل" بالعبرية، وبالإنجليزية، وبالعربية. | 7 فبراير، 1995 | متداولة حتى الآن |

### الأوراق النقدية

#### الإصدار الأول (1985 - 1999)
بدأ التداول بالشيكل الجديد في 4 سبتمبر 1985 (لكن بدأ به رسميًا في 1 يناير 1986) عندما صدرت الأوراق النقدية من الفئات 5ش.ج، 10ش.ج، و50ش.ج، ثم بعد عدة أشهر صدرت أوراق نقدية من الفئتين 1ش.ج، و100ش.ج، وفي عام 1988 صدرت أوراق نقدية من الفئة 200ش.ج. جميع الأوراق النقدية صممت أفقيًا وبحجم موحد 76x138مم. الأوراق النقدية من الفئات 1ش.ج، 5ش.ج، و10ش.ج يأتي تصميمها كتصميم الأوراق النقدية من العملة السابقة الشيكل من الفئات 1,000 شيكل، 5,000 شيكل، و10,000 شيكل.
| الفئة   | الحجم     | اللون      | الجهة الأمامية | الجهة الخلفية | الصورة |
| ------- | --------- | ---------- | -------------- | --- | ------ |
| 1 ش.ج   | 76x 138مم | أخضر       | رمبام          | يظهر عليها مدينة طبرية وقبر الفيلسوف اليهودي رمبام.                                                                        |        |
| 5 ش.ج   | 76x 138مم | أزرق       | ليفي أشكول     | يظهر عليها أنبوب الناقل القطري للمياه، وفي الخلفية حقول وأراضي قاحلة.                                                      |        |
| 10 ش.ج  | 76x 138مم | برتقالي    | جولدا مائير    | يظهر عليها رئيسة الوزراء السابقة جولدا مائير وسط حشد من الناس أمام كنيس يهودي في موسكو بعد وصول المدينة السفير الإسرائيلي. |        |
| 20 ش.ج  | 76x 138مم | رمادي داكن | موشيه شاريت    | يظهر عليها المبنى الأصلي للمدرسة الثانوية "هرتسليا" في تل أبيب.                                                            |        |
| 50 ش.ج  | 76x 138مم | بنفسجي     | شموئيل عجنون   | يظهر عليها أفق مدينة القدس، وبلدة يهودية في شرق أوروبا.                                                                    |        |
| 100 ش.ج | 76x 138مم | بني        | إسحاق بن تسفي  | يظهر عليها الكنيس القديم في البقيعة، وشجرة الخروب، والكهف.                                                                 |        |
| 200 ش.ج | 76x 138مم | أحمر       | زلمان شازار    | يظهر عليها فتاة تقوم بالكتابة كرمز لقانون التعليم الإلزامي، وفي الخلفية أحرف عبرية.                                        |        |

#### الإصدار الثاني (1999 - 2017)
بدأ التداول بالإصدار الثاني من الشيكل الجديد في 3 يناير 1999، مع إصدار الفئتين 20ش.ج، و100ش.ج. وفي 31 أكتوبر من نفس العام صدرت الفئتين 50ش.ج، و200ش.ج. جميع الأوراق النقدية صممت عموديًا وبحجم موحد 71x138مم. يتميز هذا الإصدار بالتكنولوجيا المساعدة لضعاف البصر، حيث من خلال لمسها يمكن التعرف عليها.
| الفئة   | الحجم     | اللون  | الجهة الأمامية                                                    | الجهة الخلفية                                                             | الصورة  |
| ------- | --------- | ------ | ----------------------------------------------------------------- | ------------------------------------------------------------------------- | ------- |
| 20 ش.ج  | 71x 138مم | أخضر   | موشيه شاريت                                                       | يظهر عليها متطوعون يهود في الحرب العالمية الثانية، وبرج مراقبة.           |         |
| 50 ش.ج  | 71x 138مم | بنفسجي | شموئيل عجنون                                                      | يظهر عليها مذكرة عجنون، قلم ونظارة، القدس والمسجد الأقصى.                 |         |
| 100 ش.ج | 71x 138مم | بني    | إسحاق بن تسفي                                                     | يظهر عليها الكنيس القديم في البقيعة.                                      |         |
| 200 ش.ج | 71x 138مم | أحمر   | زلمان شازار                                                       | يظهر عليها شارع في صفد، ونص من مذكرة شازار عن صفد.                        |         |
| 500 ش.ج | 71x 138مم | أزرق   | إسحاق رابين، وفي الخلفية توقيع معاهدة السلام بين إسرائيل والأردن. | يظهر عليها مقتطفات من خطاب رئيس الوزراء الراحل قبل فترة وجيزة من اغتياله. | لم تطبع |

#### الإصدار الثالث (2014 - الآن)
في 14 نوفمبر 2012، أعلن بنك إسرائيل أن سلسلة جديدة من الأوراق النقدية شارفت على المراحل النهائية من التصميم. أولى الأوراق النقدية الجديدة التي تم بدء التداول بها هي فئة 50₪ ابتداءً من 16 سبتمبر 2014، تلاها فئة 200₪ في 23 ديسمبر 2015. أما الفئتين 20₪ و100₪ فتم إصدارهما في 23 نوفمبر 2017.
تم أيضًا في التصميم الجديد تغيير هجاء اسم العملة باللغة العربية من «شيقل» كما كانت تكتب في السابق إلى «شيكل»، وبالإنجليزية من "sheqel"/"sheqalim" إلى "shekel"/"shekels".
| الفئة   | اللون   | الحجم    | الجهة الأمامية | الجهة الخلفية | الإصدار         | الصورة |
| ------- | ------- | -------- | --- | --- | --------------- | ------ |
| 20 ش.ج  | أحمر    | 71 × 129 | ريتشيل بلوستين على خلفية فروع من شجرة نخيل                                                                             | عرض نموذجي من شواطئ بحيرة طبريا واقتباس من قصيدتها "وربما لو اختلفت الأمور..." (بالعبرية: ואולי לא היו הדברים...): «הוֹי, כִּנֶּרֶת שֶׁלִּי, הֶהָיִית, אוֹ חָלַמְתִּי חֲלוֹם?» «هل هذه بحيرة طبريا أم أني كنت أحلم؟»                                                | 23 نوفمبر، 2017 |        |
| 50 ش.ج  | أخضر    | 71 × 136 | شاؤول تشرنحوفسكي على خلفية شجرة برتقال وثمارها مستوحاة من قصيدته "يا بلادي موطني" (بالعبرية: הוי, ארצי! מולדתי!)       | عمود بنمط كورنثي تعبيرًا عن تأثره بالأعمال الأدبية الكلاسيكية من اليونان القديمة واقتباس من قصيدته "أنا أؤمن" (بالعبرية: אני מאמין): «כִּי עוֹד אַאֲמִין גַּם בָּאָדָם, גַּם בְּרוּחוֹ, רוּחַ עָז» «لأنني ما زلت أؤمن بالإنسان وبروحه، روحه العظيمة»                 | 16 سبتمبر، 2014 |        |
| 100 ش.ج | برتقالي | 71 × 143 | ليئا غولدبرغ على خلفية أزهار شجرة اللوز مستوحاة من قصيدتها "أحببت زهر اللوز في بلادي" (بالعبرية: בארץ אהבתי השקד פורח) | مجموعة من الغزلان مستوحاة من كتابها للقصائد "ماذا تفعل الغزلان" (بالعبرية: מה עושות האיילות) واقتباس من قصيدتها "أيام بيضاء" (بالعبرية: ימים לבנים): «יָמִים לְבָנִים, אֲרֻכִּים כְּמוֹ בַּקַּיִץ קַרְנֵי-הַחַמָּה» «أيام بيضاء، طويلة مثل أشعة الشمس الحارة في الصيف» | 23 نوفمبر، 2017 |        |
| 200 ش.ج | أزرق    | 71 × 150 | ناتان الترمان على خلفية أوراق الخريف مستوحاة من قصيدته "لقاء لا ينتهي" (بالعبرية: פגישה לאין קץ)                       | نباتات في ليلة مقمرة مستوحاة من قصيدته "لقاء لا ينتهي" (بالعبرية: פגישה לאין קץ) واقتباس من قصيدته "أغنية الصباح" (بالعبرية: שיר בוקר): «אָנוּ אוֹהֲבִים אוֹתָךְ, מוֹלֶדֶת, בְּשִׂמְחָה, בְּשִׁיר וּבְעָמָל» «نحن نحبك أيها الوطن، بالمسرة، بالغناء وبالعمل»            | 23 ديسمبر، 2015 |        |